# Lars Magnusson (ekonomhistoriker)
Lars Gösta Magnusson, född 6 juni 1952, är en svensk ekonomhistoriker.
Han blev filosofie doktor vid Uppsala universitet 1980 på avhandlingen Ty som ingenting angelägnare är än mina bönders conservation: godsekonomi i östra Mellansverige vid mitten av 1700-talet. År 1992 utnämndes han till professor i ekonomisk historia, särskilt social- och arbetslivshistoria vid nämnda universitet. Bland hans mer kända verk kan framförallt nämnas "Sveriges Ekonomiska Historia" som i svensk upplaga gavs ut 1996 (engelsk upplaga 2000). Han har även skrivit boken "Mercantilism" (1994).
1997 valdes Lars Magnusson till inspektor på Gotlands nation i Uppsala, och 2005 valdes han till vice rektor vid Uppsala universitet. Han är även ledamot av Kungliga Vetenskapsakademin och Gustaf Adolfs Akademien.